# Heaven & Hell
Heaven & Hell је био енглеско-америчко хеви метал бенд активан од 2006. до 2010. Бенд је била сарадња оснивачка Блек сабата Тони Ајомија и Гизер Батлера заједно са бившим члановима Блек сабата Рони Џејмс Дио и Вини Апис.
Четири припадника Heaven & Hell су снимали и наступали заједно у Блек сабату у периоду од 1980. до 1982. и поново од 1991. до 1992. године. Након што су се ујединили 2007. да би снимили три ниве песме за компилацију Black Sabbath: The Dio Years, а онда су кренули на турнеју 2007-2008. Ајоми, власник имена Блек сабат, одлучио је да позове групу са турнеје Heaven & Hell, да би се разликовао од пројекта Ози Озборна-Лед Блек сабат. Име је узето из првог албума, са Диом на челу, Heaven and Hell. Према Ајомију, име је направљено тако да фанови на концертима не би очекивли "да чују “Iron Man” и “War Pigs” и све то... ништа од старих ствари, ништа од Озијевог периода. То су све Диове ствари. Тако да, дајући име Heaven & Hell, је враћање у тај период."
Група је расформирана након Диове смрти од рака желуца 2010. године.

## Дискографија
| Година | Детаљи албума                                         | Позиција на топ листама | Позиција на топ листама | Позиција на топ листама | Позиција на топ листама | Позиција на топ листама | Позиција на топ листама | Позиција на топ листама | Позиција на топ листама | Позиција на топ листама | Позиција на топ листама |
| Година | Детаљи албума                                         | US                      | AUT                     | CAN                     | FIN                     | GER                     | JPN                     | NOR                     | SWE                     | SWI                     | UK                      |
| ------ | ----------------------------------------------------- | ----------------------- | ----------------------- | ----------------------- | ----------------------- | ----------------------- | ----------------------- | ----------------------- | ----------------------- | ----------------------- | ----------------------- |
| 2009   | - Изашао: 28. април 2009. - Издавач: - Формат: CD, LP | 8                       | 37                      | 24                      | 5                       | 17                      | 28                      | 15                      | 8                       | 31                      | 21                      |

Албуми уживо
| Година | Наслов | CD | DVD | RIAA сертификат       |
| ------ | ------ | -- | --- | --------------------- |
| 2007   |        | 99 | X   | Златна ЛонгФорм видео |
| 2010   |        |    |     |                       |